# الجفيرة
قرية الجفيرة هي إحدى القرى التابعة لمركز الضبعة في محافظة مطروح في جمهورية مصر العربية. حسب إحصاءات سنة 2018، بلغ إجمالي السكان في الجفيرة 1,494 نسمة، منهم 757 رجل و 737 امرأة.